# Barbu Démètre Știrbei
Pour les articles homonymes, voir Barbu Știrbei.
Barbu Știrbei ou Barbu Dimitrie Știrbei (né à Craiova en 1799 mort à Nice le 13 avril 1869) est un prince régnant à deux reprises en Valachie de 1849 à 1853, puis de 1854 à 1856.

## Origine
Barbu Dimitrie Știrbei, né à Craiova, est le fils du voïvode et « Grand Vornic » Dimitrie Bibesco (mort en 1831) et de son épouse Ecaterina Văcărescu. Il est donc le frère du prince Georges III Bibescu. Barbu n’adopte le nom de Știrbei qu’après avoir été adopté et désigné comme héritier par le prince et « Vornic » Barbu Știrbei, mort sans descendance et qui voulait ainsi perpétuer son nom.
Barbu fait ses études de droit, d’économie politique et de philosophie à Paris partir de 1817. Après son retour en Valachie, il se réfugie en Transylvanie pendant les troubles de 1821. Il revient en Valachie en 1826 et entre dans l’administration du prince du prince Grigore IV Ghica où il devient chef du Département de l’Intérieur. Il participe à la rédaction du Regulamentul Organic de 1834 qui introduit une quasi-constitution et institue la protection des principautés par l’Empire russe. Il devient ensuite Ministre de la Justice.

## Règne
La révolution roumaine de 1848 entraîne la déchéance de son frère, le prince Georges III Bibesco, et l’occupation du pays par les forces russes et turques.
La convention de Balta-Liman signée entre les deux puissances le 1er mai 1849 prévoit la nomination de nouveaux princes en Valachie et en Moldavie pour une durée de sept années et la suppression de l’assemblée nationale qui est remplacée par un Divan nommé par le prince. Barbu Știrbei, comme son homologue Moldave Grigore V Ghica, nommé dans le même contexte, se rendent à Constantinople pour recevoir leur investiture.
Le gouvernement de Barbu Știrbei se caractérise par l’application de réformes nécessaires. Il réorganise le corps des gardes frontières et organise des hôpitaux de district. Ses deux plus importantes réformes portent toutefois en 1851 sur l'organisation des relations entre les propriétaires fonciers et les paysans. Bien qu’il porte de 12 à 22 le nombre de jours de corvée dus par les paysans, il réduit la quantité journalière du travail à fournir, ce qui améliore les conditions de vie des paysans. En matière d’éducation, il revient au système de l’enseignement en langue nationale.
Le conflit d'intérêts entre l’Empire russe et les puissances occidentales sur l’avenir de l’Empire ottoman provoque la guerre de Crimée. Les armées russes du général Alexandre Ivanovitch Budberg occupent et administrent directement la Valachie d’octobre 1853 au 31 juillet 1854. Barbu Știrbei se retire à Vienne le 18 octobre 1853, il y restera dix mois. Après son départ, le pays est brièvement occupé par les forces ottomanes en août 1854 qui cèdent la place aux armées autrichiennes. Ces dernières, qui sont censées protéger les intérêts de la Sublime Porte, demeurent en Valachie jusqu’en mars 1857.
Barbu Știrbei, qui a été réintégré dans sa fonction en septembre/octobre 1854, dirige le pays jusqu’à l’expiration de son mandat de prince le 25 juin 1856.
Le congrès de Paris le 30 mars 1856, qui avait mis fin aux hostilités entre les alliés et l’Empire russe, laisse les principautés danubiennes sous la suzeraineté de la Sublime Porte dans l’attente de la réunion d’une Commission européenne à Bucarest.
Les Ottomans et les Autrichiens transfèrent donc le pouvoir à l’ex-prince Alexandre II Ghica qui règne de nouveau avec le simple titre de Caïmacan de juin 1856 à octobre 1858.
À cette date il doit laisser le pouvoir à un triumvirat de Caïmacans composé de Ioan Manu, Emanoil Băleanu et Ioan Alexandru Filipescu qui tous trois sont des  partisans déclarés de l’union des deux principautés et  gouvernent jusqu’à l’élection comme prince de Valachie de Alexandre Jean Cuza le 24 janvier 1859.
Barbu Știrbei se retire en France ; il revient à Bucarest en 1866/1868 et meurt à Nice le 13 avril 1869.